# Svatopluk I
Svatopluk I o Svätopluk I, noto anche come Svatopluk il Grande e italianizzato in Sventibaldo (in latino medievale: Zuentepulc(us), Zuentibald, Sventopulch(us), Zvataplug; in slavo ecclesiastico antico Свѧтопълкъ, trasl. Svętopŭlkŭ; in polacco Świętopełk; in greco Σφενδοπλόκος?, Sfendoplókos), (840 circa – 894) è stato un sovrano ceco vissuto in epoca alto-medievale. Durante il suo regno, fra l'871 e l'894, la Grande Moravia raggiunse la massima espansione.
Svatopluk compare per la prima volta nelle fonti nell'860, quando viene menzionato a capo di una porzione della Moravia, la cui ubicazione è ancora oggetto di dibattito tra gli storici, sotto il controllo dello zio, Ratislao. Nell'870, Svatopluk detronizzò Rastislao, che era un vassallo di Ludovico II il Germanico, e lo tradì alleandosi con i franchi orientali. Nel giro di un anno, tuttavia, i franchi imprigionarono anche Svatopluk. Dopo che i moravi fomentarono un'insurrezione, Svatopluk fu rilasciato e incaricato di sedarla, ma anziché combatterli si unì a loro e aggredì i franchi. Sebbene fosse stato obbligato a versare un tributo alla Francia orientale ai sensi di un trattato di pace concluso a Forchheim nell'874, negli anni successivi riuscì a espandere i suoi territori al di fuori della sfera di interesse dei franchi. Le sue forze invasero finanche la lontana Marca di Pannonia, compresa nei confini della Francia orientale, nell'882.
Svatopluk stabilì un buon rapporto con il papato e lui e il suo popolo passarono formalmente sotto la protezione della Santa Sede nell'880. Papa Stefano V si rivolse a lui addirittura attribuendogli il titolo di "Re" in una lettera scritta nell'885. Pare che Svatopluk dovette cercare di riappacificare i rapporti con il clero tedesco, che si opponeva alla celebrazione della liturgia in slavo ecclesiastico antico. Inoltre, espulse i discepoli di Metodio dalla Moravia nell'886, dopo la morte del loro maestro.
Lo Stato di Svatopluk si componeva di un insieme di principati e comprendeva anche i territori conquistati. L'apogeo della Grande Moravia durò però per pochi anni; non molto tempo dopo la sua morte, il regno di Svatopluk piombò infatti in una lotta di potere combattuta tra i suoi figli. L'intensificarsi delle incursioni ungare assestò il colpo definitivo e causò la dissoluzione della Grande Moravia.
Svatopluk, i cui domini comprendevano parti del territorio della moderna Repubblica Ceca (Moravia e Boemia), della Slovacchia, della Polonia e dell'Ungheria, è stato occasionalmente indicato dalle fonti letterarie slovacche come un "sovrano slovacco" a partire dal XVIII secolo, coinciso con l'epoca del risveglio nazionale slovacco.

## Biografia

### Primi anni

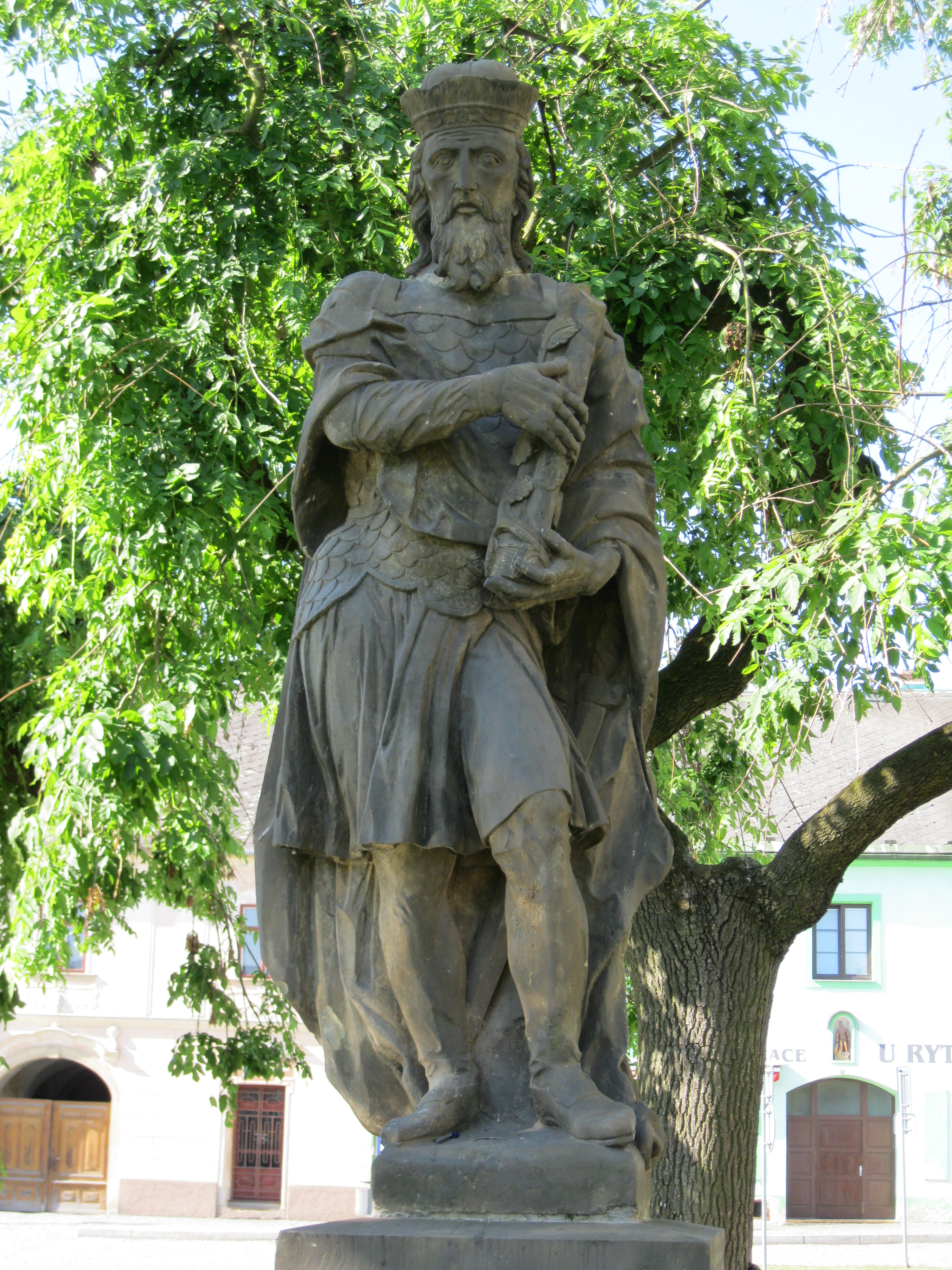
Statua di Svatopluk a Loštice, in Repubblica Ceca

Gli Annali di Fulda definiscono Svatopluk un nipote di Ratislao di Moravia, il secondo sovrano di cui si ha conoscenza della Grande Moravia. Legato alla famiglia dei Mojmiridi, egli era nato probabilmente attorno all'840 e, secondo la Cronaca del Prete di Doclea, il nome di suo padre era Svetimiro. Tuttavia, le numerose inaccuratezze di quest'opera del XII secolo la fanno ritenere da lungo tempo una fonte inattendibile e che condensa elementi reali a informazioni frutto della fantasia. Secondo l'opera di un genealogista moravo del XVII secolo che rimpolpò l'albero genealogico della casa di Mojmir inserendo elementi non verificabili, Svatopluk era figlio di un certo Bogislao. Il cronista ungherese Simone di Kéza afferma invece che suo padre era Morot, un principe della Polonia il quale aveva sottomesso un tale Bractari e aveva occupato Crișana prima di ritirarsi a Vesprimia.
Pare che Svatopluk salì al potere nella Grande Moravia tra l'860 e l'870. Secondo la Vita di Metodio, Svatolpuk e lo zio chiesero all'imperatore bizantino Michele III di inviare dei missionari che fossero avvezzi alle lingue slave. Egli scelse due fratelli, Cirillo e Metodio che vennero inviati in Moravia e che conoscevano le lingue slave parlate nei dintorni di Tessalonica. I due arrivarono nell'863, dandosi immediatamente alla ricerca di fedeli e alla predicazione. Quattro anni dopo, la loro traduzione dei testi canonici in antico slavo ecclesiastico venne approvata da papa Adriano II.
(Vita di Metodio)

### Inizio del regno
Svatopluk fa la sua prima apparizione negli Annali di Fulda nell'869, dove viene segnalato come governatore di un proprio regnum (un termine che implica una qualche forma di autonomia) all'interno della Grande Moravia. Generalmente, si ritiene che vivesse nel principato di Nitra. La sua corte si trovava nella «vecchia città di Rastislav» (urbs antique Rastizi), forse identificabile con Staré Město, che significa letteralmente vecchia città, o a Nitra, anche se c'è chi la identifica nell'antica Sirmio. Il regno di Svatopluk venne razziato dai bavaresi comandati da Carlomanno, erede e primogenito del re Ludovico II il Germanico nell'869. Allo stesso tempo, truppe provenienti dalla Franconia e dall'Alamannia attaccarono le terre di Rastislao sotto la guida di Carlo il Calvo. Anche se presto gli aggressori si ritirarono, Svatopluk avviò in gran segreto dei negoziati con la controparte tedesca, accettando di sottomettere sé e il proprio regno a Carlomanno.
Avendo appreso di questo intrigo, Rastislao s'infuriò e tese al nipote una trappola, invitandolo a un banchetto dove intendeva poi assassinarlo. Avvertito dei piani dello zio, Svatopluk fece prigioniero lo zio e lo consegnò a Carlomanno, che lo spedì in Baviera e annesse sotto la sua ala la Grande Moravia.
(Annali di Fulda, anno 870)
Quale ricompensa Svatopluk poté tenere per sé il proprio regno, ma il resto della Moravia venne consegnata a due signori franchi, Guglielmo d'Austria ed Engelschalk I. Venne arrestato anche Metodio, nominato in passato da papa Adriano vescovo della regione di Sirmio e la cui giurisdizione copriva anche le vecchie terre di Ratislao e Svatopluk. Nei primi mesi dell'871, anche Svatopluk venne fatto prigioniero sulla base di non meglio specificate accuse di slealtà, forse legate alla ribellione condotta dai fratelli minori di Carlomanno, Ludovico III il Giovane e da Carlo il Calvo. Credendo fosse morto, i moravi elessero un successore anch'egli legato alla casa dei Mojmir, tale Slavomiro di Moravia.

### La pace di Forchheim

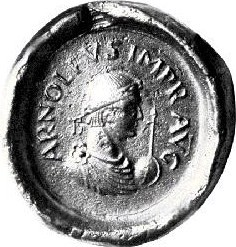
Sigillo di Arnolfo di Carinzia dell'896 circa

Carlomanno presto si rese conto che Svatopluk era innocente e le accuse infondate, motivo per cui gli riconcesse la libertà. Nel tentativo di ricucire lo strappo, Carlomanno fece in modo che Svatopluk facesse da padrino a un nipote illegittimo di cui era il nonno, figlio di Arnolfo di Carinzia. Così, a questo giovane venne assegnato il nome moravo di Sventibaldo.
Svatopluk acconsentì anche a condurre le armate di Carlomanno contro i ribelli moravi guidati da Slavomiro. Tuttavia, giunto alla «vecchia città di Rastislav» Svatopluk tradì l'alleato per cospirare con i compatrioti. Malgrado si fosse insediato nella fortezza come da accordi, una volta che fu dentro riunì sotto la propria guida un imponente esercito moravo e lanciò un attacco a sorpresa contro i franchi accampati fuori dalle mura. Molti soldati vennero presi in ostaggio, altri furono uccisi e i franchi abbandonarono così le terre morave. Anche i due governatori di Carlomanno vennero uccisi e Svatopluk divenne l'indiscusso sovrano della regione.
(Annali di Fulda, anno 871)
Nell'ottobre dell'871, Ludovico II il Germanico spedì un contingente contro la Boemia. Durante la campagna, i franchi sorpresero un gruppo di moravi da qualche parte vicino alle trappole poste nei pressi degli stretti accessi di un presidio boemo. Questi moravi stavano tornando in patria con la figlia di un dux ("duca") boemo, presumibilmente per sposare un non meglio specificato aristocratico moravo. Malgrado i moravi fossero rocambolescamente riusciti a rifugiarsi nel presidio, dovettero abbandonare 644 cavalli perfettamente equipaggiati all'esterno. Tale matrimonio implicava che Svatopluk voleva ampliare la propria cerchia di alleanze, strigendo rapporti proficui anche ai vicini boemi.
In quel frangente, Ludovico comprese quale imponente minaccia potesse costituire Svatopluk e, per questo motivo, organizzò una spedizione che avrebbe dovuto consentire di attaccare la Moravia da più lati nell'872. Una prima armata partì da Ratisbona a maggio, ma i soldati sassoni e turingi fuggirono non appena incontrato il nemico. La seconda, guidata dal vescovo di Würzburg Arno (morto 13 luglio 892) e dall'abate Sigigardo di Fulda, non ottenne dei risultati, nonostante l'impegno profuso: sebbene le loro forze avessero infatti valorosamente combattuto, la maggior parte degli uomini fu uccisa e soltanto una manciata di sopravvissuti tornò in Francia orientale. Una terza, infine, era composta da bavaresi e carantani e rispondeva agli ordini di Carlomanno in persona. Avendo causato grande scompiglio in Moravia, Svatopluk fu costretto alla fuga e a ritirarsi in una fortezza. Svatopluk si riorganizzò rapidamente e attaccò un contingente lasciato sotto la guida del vescovo di Ratisbona Emriaco, il cui compito era quello di sorvegliare le navi ormeggiate lungo il Danubio.
Nel maggio dell'873, papa Giovanni VIII profuse ulteriori sforzi allo scopo di liberare Metodio, il quale era ancora prigioniero in Baviera. Il pontefice aveva scritto più volte a Carlomanno, riservandogli toni polemici, affinché liberasse immediatamente il missionario, ma gli appelli caddero nel vuoto. Pertanto, Giovanni VIII si propose di negoziare una pace fra Ludovico e Svatopluk. Ludovico, dopo incontrato il papa a Verona, andò a Forchheim, dove strinse un trattato con Svatopluk ai sensi del quale si conveniva una pace. I termini esatti della stessa non risultano noti, malgrado si tende a immaginare che i due raggiunsero una sorta di compromesso. Se Ludovico avesse rinunciato a compiere ulteriori atti ostili contro la Moravia, l'altro si impegnava a pagargli dei tributi annui. Dal canto suo Metodio, a cui era stata riconcessa la libertà, tornò in Moravia, dove poté lavorare in condizioni relativamente tranquille per qualche altro anno.

### L'espansione

La Grande Moravia alla fine del IX secolo: in verde scuro i territori acclaratamente posseduti, in verde chiaro quelli su cui si avanzano dubbi storiografici

Nel decennio compreso tra l'870 e l'880, la Grande Moravia visse un processo di considerevole espansione territoriale. La Vita di Metodio riferisce, ad esempio, della sottomissione di «un duca molto potente che viveva lungo la Vistola», nella moderna Polonia, e una lettera scritta attorno al 900 dall'arcivescovo Teotmaro di Salisburgo testimonia che Svatopluk aveva conquistato le terre di Nitra, da sempre abitate dai pagani. La storiografia moderna, tuttavia, tende a mettere in dubbio le affermazioni secondo cui enormi territori limitrofi sarebbero stati annessi in modo permanente dalla Grande Moravia. Una porzione delle regioni conquistate era stata peraltro già cristianizzata da Reginardo, vescovo di Passavia, nell'831 e a tale evento aveva fatto seguito la costruzione di chiese. L'assenza di chiari indizi archeologici o di scritti relativi a una permanente estensione della Grande Moravia alla Piccola Polonia, alla Pannonia o alla Slesia occidentale, come invece sostenevano studiosi meno recenti, rappresenta un ostacolo insormontabile e impedisce di articolare qualsiasi precisa ricostruzione.
Probabilmente, la politica espansionistica di Svatopluk ebbe vita facile perché l'Europa occidentale era, al tempo, totalmente concentrata sui danni causati dalle scorrerie vichinghe, avvenute in maniera quasi incontrastata tra l'879 e l'886. La Vita di Metodio collega inestricabilmente il successo di Svatopluk al lavoro di Metodio. Secondo l'opera, il santo disse a Svatopluk che se si fosse celebrata la festa di San Pietro e San Paolo nella cattedrale, «Dio lo avrebbe liberato» dai nemici, «e così avvenne».

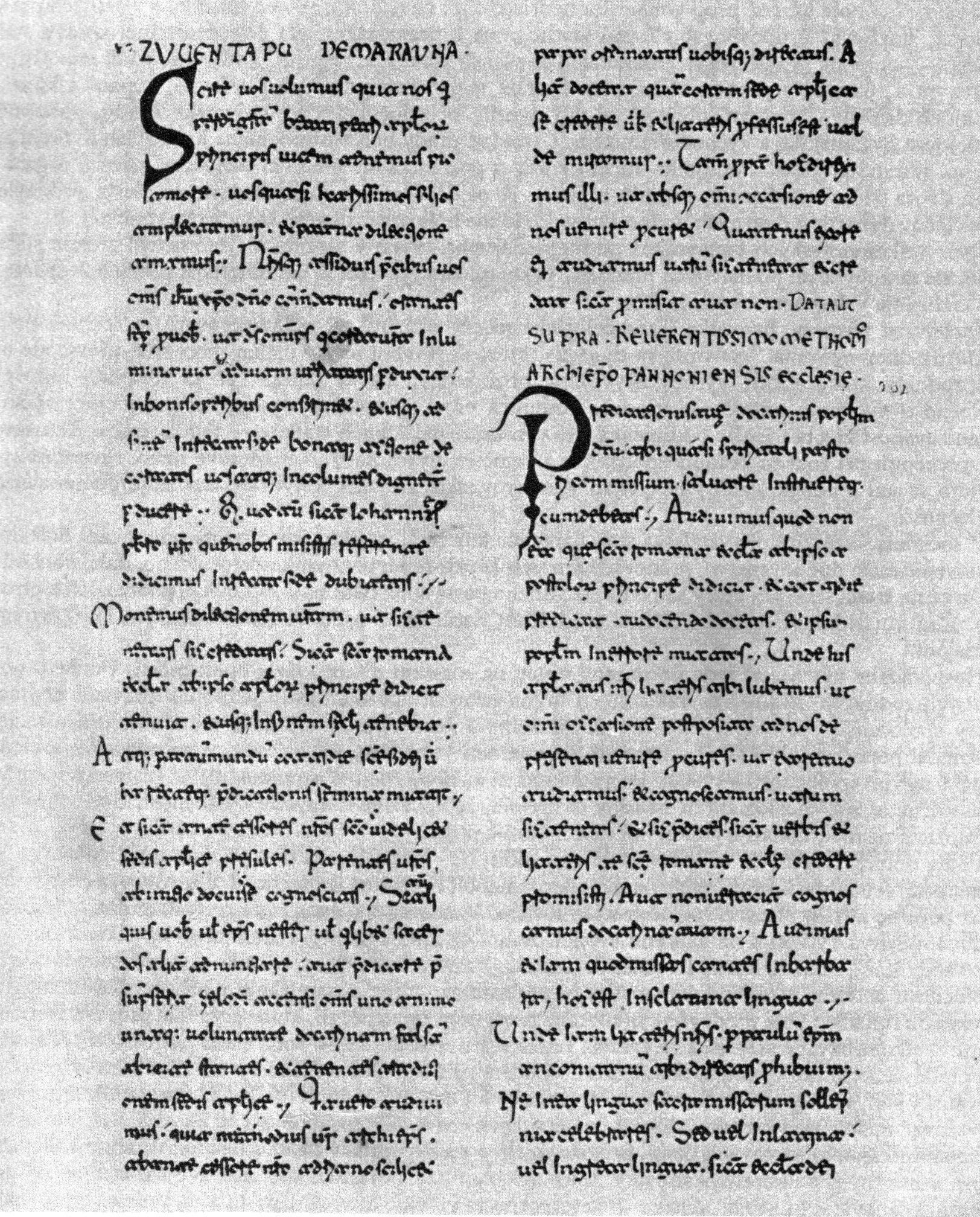
La lettera pontificia nota come Scire vos volumus, scritta nell'879 da papa Giovanni VIII e destinata a Svatopluk I

Nella corte di Svatopluk, dove si celebravano i riti secondo la Chiesa latina, la metodologia di Metodio e la sua liturgia in lingua slava cominciò ad attirare parecchi dissensi. Svatopluk spedì a Roma Giovanni da Venezia nell'879, noto oppositore della chiesa slava. Ne risultò una lettera, inviata nel medesimo anno, in cui il papa redarguiva Metodio dall'usare unicamente lo slavo durante le funzioni. Metodio si recò a sua volta a Roma nell'880, affiancato da una delegazione morava. In quell'occasione papa Giovanni VIII fu convinto dalla controparte e cambiò idea; in una missiva conosciuta con quanto scritto nel suo incipit, Industriae tuae, il pontefice ribadì che la messa doveva essere cantata in latino ogni volta che veniva eseguita, ma si permetteva altresì il ricorso alla liturgia slava. La stessa lettera confermava anche una vecchia decisione della Santa Sede, adottata durante il regno di Ratislao, di istituire una diocesi della Grande Moravia. Su richiesta di Svatopluk, il papa nell'880 eresse la diocesi di Nitra e ne nominò vescovo un tedesco di nome Vichingo (Wiching), sottomettendolo però a Metodio, il quale rimaneva a tutti gli effetti la figura ecclesiastica apicale nei domini di Svatopluk.
(Lettera dell'arcivescovo Teotmaro di Salisburgo e dei suoi vescovi suffraganei a papa Giovanni IX)

### La guerra guglielmina

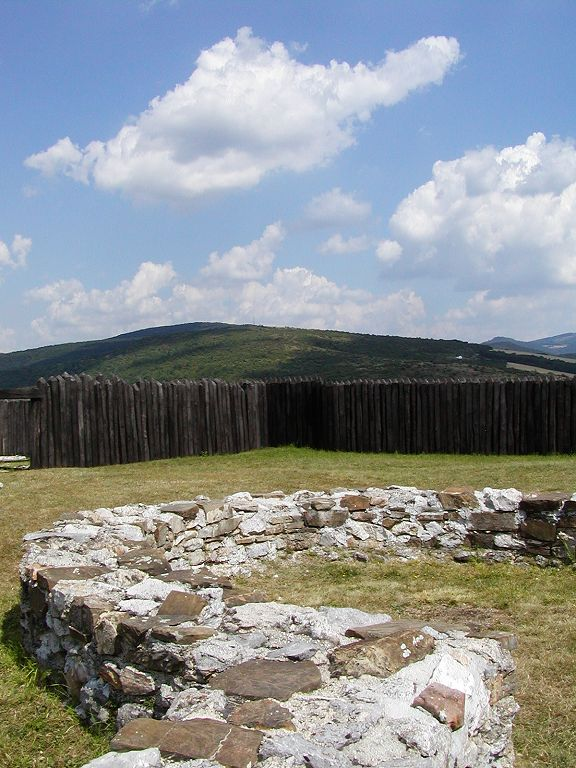
Le rovine di un forte moravo of presso la collina di Kostolec (Ducové, Slovacchia)

Quando nell'881 Carlo il Grosso divenne l'unico regnante della Francia orientale, i figli dei vecchi sovrintendenti, Guglielmo ed Engelschalk (appartenenti alla famiglia dei Guglielmini), iniziarono a cospirare con altri nobili per estromettere Aribo d'Austria (850 circa-909), il margravio nominato da Ludovico per sorvegliare la frontiera del regno affacciata sul Danubio. Aribo, dal canto suo, si rivolse sia a Carlo sia a Svatopluk in cerca di aiuto, accettando persino di consegnare a quest'ultimo suo figlio a titolo di ostaggio, purché lo aiutasse.
Su richiesta di Aribo, Svatopluk, che ricordava «quanto male lui e il suo popolo avevano sofferto» per mano di Guglielmo ed Engelschalk, attaccò i loro figli. I suoi uomini ben presto catturarono il secondogenito di Engelschalk che, su ordine dello stesso Svatopluk venne mutilato. I restanti figli ribelli si sottomisero a Carlo e andarono sotto gli ordini di Arnolfo di Carinzia, figlio di Carlomanno, che in quel periodo governava la Pannonia. Venuto a conoscenza di ciò, Svatopluk inviò ambasciatori ad Arnolfo, chiedendo che i figli di Guglielmo ed Engelschalk fossero immediatamente mandati via. Arnolfo, tuttavia rifiutò e Svatopluk rispose con un'invasione. A questo scontro fra franchi e moravi si aggiunsero i bulgari, che presto aggredirono la Moravia. Nell'881, stando agli Annales iuvavenses, la regione di Vienna venne invasa dagli Ungari e non è chiaro se furono assoldati da Svatopluk o da Arnolfo affinché generassero ulteriore scompiglio.
Questa guerra continuò fino all'884, arrecando grande devastazione nella Pannonia a est della Rába. Alla fine, fu Carlo il Grosso a intervenire e a decidere di riconoscere Svatopluk come sovrano non ostile, ricevendolo a Kaumberg e ricevendo in cambio una promessa di fedeltà. Svatopluk promise altresì che non avrebbe più invaso, vita natural durante, le terre di Carlo, mentre questi lo riconobbe come signore del proprio regno. Sia pur soltanto verso la fine dell'anno seguente, fu siglato un trattato di pace pure fra Svatopluk e Arnolfo.
(Annali di Fulda, anno 884)

### I conflitti interni e l'ultima guerra

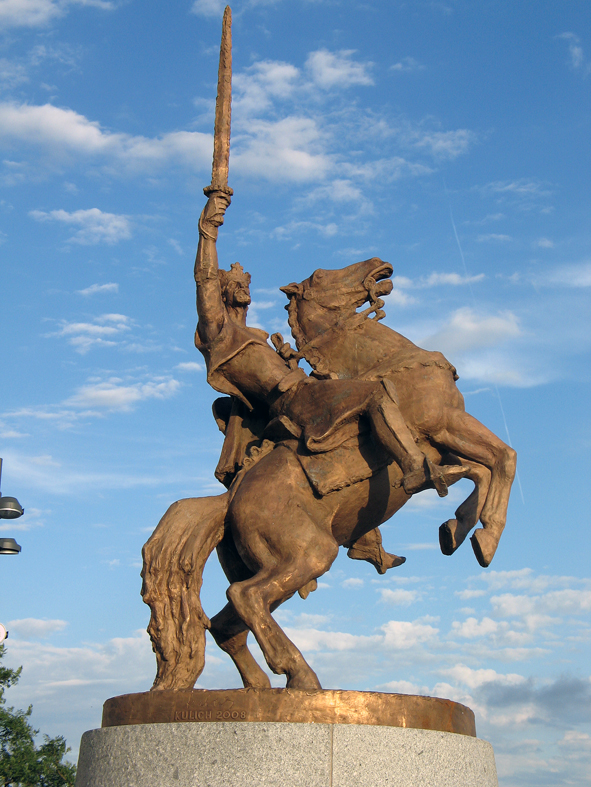
Statua dedicata a Svatopluk nei pressi del castello di Bratislava, in Slovacchia

Metodio, che pare fosse nel seguito di Svatopluk a Kaumberg, morì nell'885 e nei suoi ultimi giorni indicò Gorazd, uno dei suoi discepoli moravi, come il più meritevole a succedergli. Egli non fece tuttavia nemmeno in tempo a sottoporre la propria candidatura alla Santa Sede che il vescovo di Nitra, Vichingo, si precipitò a Roma. Egli persuase papa Stefano V che Metodio non aveva mai seguito le direttive di Giovanni VIII sull'uso della lingua slava nella liturgia e ne scaturì la totale proibizione dell'uso dello slavo nella liturgia in Moravia. Il pontefice inviò inoltre una missiva (Quia te zelo) a Svatopluk, ingiungendogli di aggiungere la locuzione Filioque nel Credo e sollecitandolo ad abbandonare pratiche tipiche della Chiesa bizantina, come il digiuno del sabato.
Quando Vichingo tornò da Roma, Svatopluk chiamò i discepoli di Metodio, fra cui Gorazd e Clemente di Ocrida, perché accettassero di sottomettersi alle direttive papali. Quando questi rifiutarono, Svatopluk permise a Vichingo di agire come meglio credesse nei propri confronti. Alcuni vennero spediti in prigione, mentre altri, tra cui Naum di Ocrida, vennero venduti addirittura come schiavi. L'espulsione dei discepoli di Metodio segnò la fine della liturgia in lingua slava nell'Europa centrale. Gli esiliati trovarono asilo presso il Primo impero bulgaro, dove poterono continuare il proprio lavoro e dove avvicinarono la popolazione locale alle usanze bizantine, piuttosto che a quelle romane. San Clemente di Ocrida riferisce:
Nella summenzionata lettera Quia te zelo, il papa definisce Svatopluk rex slavorum (re degli slavi). Anche se le fonti contemporanee, come gli Annali di Fulda, non riconoscono tale titolo, il cronista Regino di Prüm nel primo X secolo indica Svatopluk quale rex Marahensium Sclavorum (re degli slavi di Moravia), fornendo una fonte indipendente che può suggerire che egli detenesse davvero tale titolo. Stando alla Cronaca del Prete di Doclea, risalente alla fine del XII secolo, Svatopluk era stato incoronato «re secondo le usanze romane sul campo di Dalma» alla presenza di un legato pontificio, di cardinali e vescovi.
Nell'887, Arnolfo, il quale era stato avversario di Svatopluk nella guerra guglielmina, divenne sovrano della Francia orientale. I due s'incontrarono nella non meglio identificata località di Omuntesperch nell'inverno dell'890. All'incontro Svatopluk gli riferì che il papa desiderava che Arnolfo invadesse l'Italia per proteggere le terre pontificie. Stando a Regino di Prüm, Arnolfo, in virtù di un trattato, cedette a Svatopluk il ducatus di Boemia.
(Regino di Prüm, Chronicon, Libro II)
Secondo gli Annali di Fulda, nell'891 Arnolfo spedì il margravio Aribo affinché fra i loro due regni fosse rinnovata la pace, ma Svatopluk decise di rompere i patti e Arnolfo diede il via ad un'invasione. Arnolfo si incontrò con Braslavo, duca della Bassa Pannonia, lungo la Sava e quindi organizzò un esercito formato da franchi, bavari, alamanni e magiari. Alla fine del X secolo, Arnolfo fu accusato dai cronisti ottoniani di aver consentito ai guerrieri ungari di spingersi in Europa centrale (e di aver così favorito quella che gli studiosi ungheresi chiamano honfoglalás) a causa del suo desiderio di soggiogare la Moravia.
(Liutprando di Cremona, Antapodosis, libro I, XIII)
La campagna partì nel luglio dell'892, ma non ebbe buon esito e la guerra continuò presumibilmente fino all'894. Fu questo pure l'anno della dipartita di Svatopluk, la quale pare risultò secondo gli Annali di Fulda particolarmente sfortunata. L'autore dell'opera non chiarisce però meglio la situazione, motivo per cui si tende a ipotizzare che morì in circostanze particolari, verosimilmente in guerra. Ogni altro tentativo di ricostruire meglio i momenti finali della sua vita appare invano.
(Annali di Fulda, anno 896)
Simone di Kéza, autore delle Gesta Hunnorum et Hungarorum, testimonia che morì durante una battaglia svoltasi nei pressi di Környe.

## Rilevanza storica
Morto Svatopluk, la Grande Moravia, che aveva raggiunto la sua massima estensione territoriale e l'apogeo in termini di influenza, perse gran parte del peso geopolitico prima assunto nell'Europa centrale. Sebbene, almeno secondo la testimonianza dell'imperatore bizantino Costantino VII Porfirogenito, Svatopluk avesse chiesto in punto di morte ai suoi figli, Mojmír II e Svatopluk II, di rimanere uniti, presto si cristallizzarono dei dissidi fomentati da Arnolfo. Alla fine, la Moravia cessò di esistere nel primo decennio del X secolo a causa delle invasioni ungare.
(Costantino Porfirogenito, De administrando imperio, cap. 41)

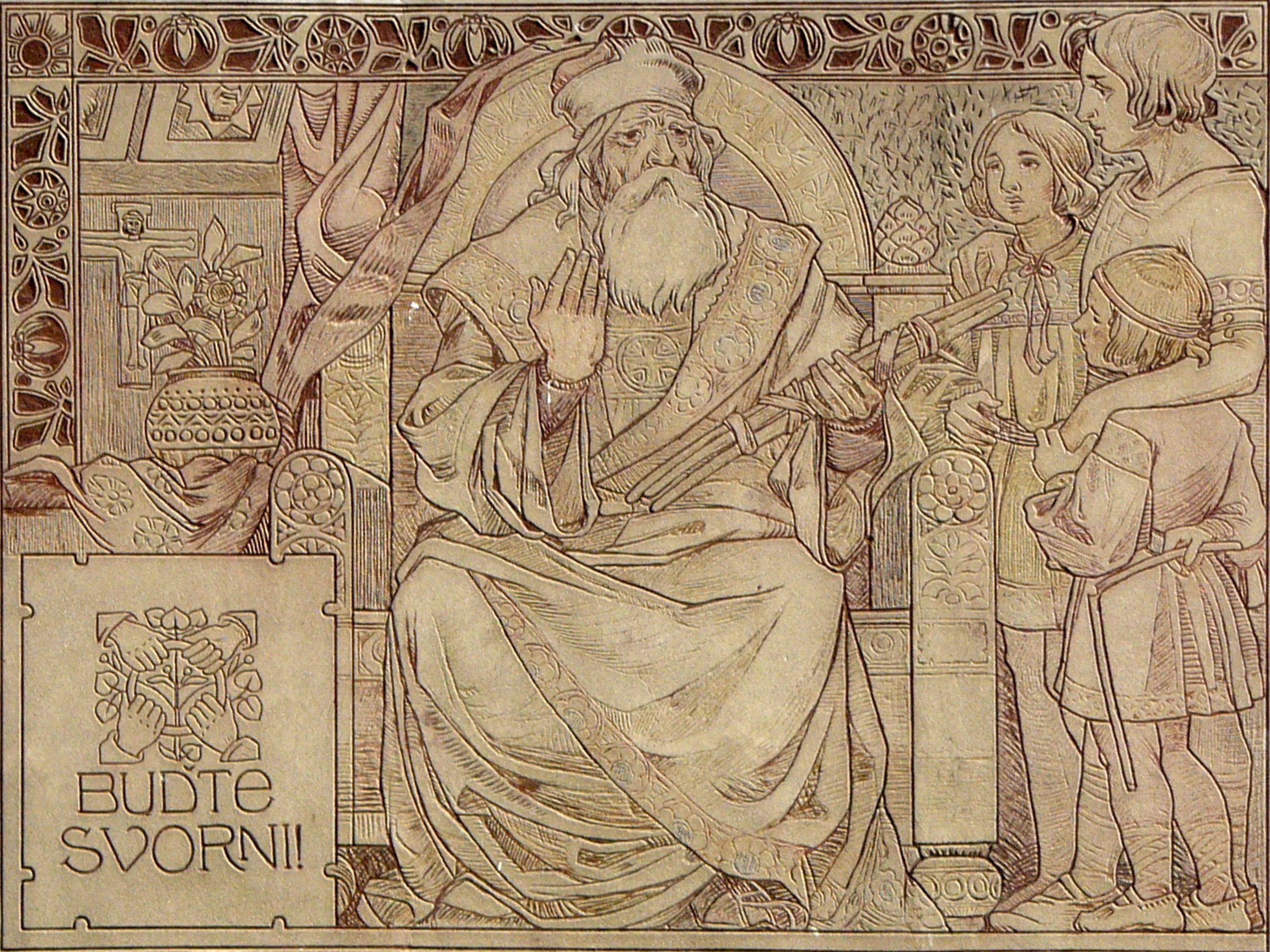
La leggenda delle tre bacchette di Svatopluk

Secondo le leggende magiare, gli Ungari acquistarono i domini di Svatopluk con un atto di scambio simbolico, inviando al sovrano moravo un cavallo bianco con una sella aurea in cambio di terra, acqua ed erba, una metafora per rappresentare le qualità del paese stesso. Svatopluk avrebbe disconosciuto questo "patto" e sarebbe annegato nel Danubio mentre fuggiva dagli Ungari. È importante segnalare una simile leggenda perché, al netto di alcuni elementi fantasiosi, appare legittimo credere che effettivamente Svatopluk suggellò un patto con la controparte secondo le usanze pagane, forse proprio nell'894.
(Chronica Picta, cap. 28, p. 99)
Lo storico Ryszard Grzesik afferma che il sovrano Menumorut, menzionato nella cronaca magiara del XIII secolo intitolata Gesta Hungarorum, potrebbe corrispondere a Svatopluk I di Moravia.

## Influenza culturale

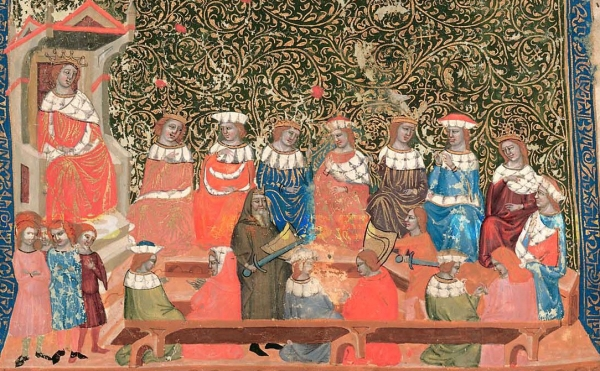
Svatopluk I in abiti da monaco alla corte di Arnolfo, re dei Franchi orientali. Illustrazione tratta dalla Cronaca di Dalimil del XIV secolo

Nel 1722 Michele Bencsik, professore di diritto ungherese presso l'Università di Trnava, suggerì che la nobiltà e l'intera popolazione del comitato di Trencsén, un'area amministrativa compresa nei confini del regno d'Ungheria, corrispondessero «a quanto venduto da Svatopluk agli Ungari, così come il popolo slovacco, sottoposto a un'eterna servitù della gleba». In risposta, Ján Baltazár Magin, il sacerdote cattolico di Dubnica, scrisse nel 1728 la più antica invettiva di cui si ha conoscenza in difesa delle comunità slovacche. Successivamente un presbitero cattolico, Juraj Fándly, completò una storia in latino intitolata Compendiata historia gentis Slavae ("Breve storia della nazione slovacca"), in cui descriveva la Moravia come uno Stato composto da slovacchi e Svatopluk come il loro re. Nel 1833, il poeta Ján Hollý pubblicò un poema intitolato Svätopluk, il primo di una serie di poemi epici che trattavano del passato del popolo slovacco.

## Discendenza
Svatopluk ebbe due figli da una o più mogli ugualmente ignote:
- Mojmir II di Moravia (dopo l'871 - dopo il 901);
- Svatopluk II di Moravia (884 circa - forse 906).

Un terzo, di nome Predslao, gli è attribuito da alcune fonti.

### Esplicative
1. ↑  L'identificazione di Sirmio dipende da un'errata attribuzione di Metodio a quella sede. La discrasia si deve alla Vita paleoslava di Metodio, scritta nel XII secolo, in cui si dice, senza mai menzionare Sirmio, che Metodio subentrò a Sant'Andronico, un santo del I secolo morto in Pannonia, di cui è problematico accertare storicamente ogni relazione con Sirmio. Si veda  Maddalena Betti, La formazione della sancta Ecclesia Marabensis (858-882). Fonti e linguaggi di un progetto papale, 2008,  pp. 186-187, 199, 228-239.

### Bibliografiche
1. ↑   Cesare Cantù, Storia universale, Giuseppe Pomba, 1842,  p. 150.
2. ↑  Cronaca della Grande Moravia, p. 362.
3. ↑  Kirschbaum (2007), pp. 5, 278.
4. ↑  Bartl et al. (2002), pp. 17, 336.
5. 1 2 3 4 5 6  Goldberg (2006), p. 284.
6. 1 2 3 4  Kirschbaum (2007), p. 278.
7. ↑  Bowlus (1995), p. 7.
8. ↑  Spiesz e Čaplovič (2006), p. 21.
9. 1 2 3  Bartl et al. (2002), p. 21.
10. 1 2  Kirschbaum (2007), p. 121.
11. 1 2 3  Bartl et al. (2002), p. 22.
12. 1 2 3 4 5 6  Vlasto (1970), p. 81.
13. 1 2 3 4  Barford (2001), p. 110.
14. 1 2 3 4  Vlasto (1970), p. 82.
15. ↑  Kirschbaum (2005), p. 35.
16. ↑  Bartl et al. (2002), p. 17.
17. ↑  Spiesz e Čaplovič (2006), p. 311.
18. 1 2  Bartl et al. (2002), p. 88.
19. 1 2 3 4 5 6 7  Kirschbaum (2005), p. 27.
20. 1 2  Bowlus (1995), p. 189.
21. ↑  Curta (2006), p. 14.
22. ↑  Havlík (1994), pp. 12-13.
23. 1 2  Gesta Hunnorum et Hungarorum, p. 75.
24. ↑   Anonimo notaio di re Béla, Gesta Hungarorum, traduzione di Martyn Rady e László Veszprémy, CEU Press, 2010,  p. 33, ISBN 978-963-9776-95-1.
25. ↑  Curta (2006), pp. 124-125.
26. ↑  Fine (1991), p. 113.
27. ↑  Fine (1991), p. 114.
28. ↑  Bartl et al. (2002), p. 20.
29. ↑  Kantor (1983), p. 111.
30. 1 2 3  Bowlus (1995), p. 161.
31. ↑  (EN) Tomáš König, The Great Moravian territory of Nitra. Cultural manifestations, territorial scope and the ethnic and social-political identity of its population (PDF), Bratislava, 2017,  p. 11. URL consultato il 24 marzo 2024.
32. ↑  Bowlus (1995), p. 185.
33. 1 2 3 4  Goldberg (2006), p. 286.
34. 1 2  Bowlus (1995), p. 164.
35. ↑  Annali di Fulda, p. 62.
36. ↑  Goldberg (2006), pp. 306, 309.
37. 1 2  Goldberg (2006), p. 309.
38. 1 2 3 4  Goldberg (2006), p. 310.
39. 1 2  Bowlus (1995), p. 173.
40. 1 2  Goldberg (2006), p. 311.
41. 1 2 3 4 5  Bowlus (1995), p. 175.
42. ↑  Bowlus (1995), p. 177.
43. 1 2  Bowlus (1995), pp. 177-178.
44. ↑  Goldberg (2006), p. 312.
45. 1 2  Bowlus (1995), pp. 177-179.
46. 1 2  Goldberg (2006), p. 313.
47. ↑  Bowlus (1995), p. 179.
48. 1 2  Bowlus (1995), p. 183.
49. 1 2  Goldberg (2006), p. 325.
50. ↑  Bowlus (1995), p. 184.
51. 1 2  Kirschbaum (2005), p. 32.
52. ↑  Vlasto (1970), pp. 72-73.
53. ↑  Curta (2006), pp. 128-129.
54. 1 2  Bowlus (1995), p. 194.
55. ↑   Maddalena Betti, La formazione della sancta Ecclesia Marabensis (858-882). Fonti e linguaggi di un progetto papale, Padova, Università degli Studi di Padova, 2008,  p. 163.
56. ↑  Vlasto (1970), p. 340.
57. ↑  Bowlus (1995), p. 196.
58. 1 2  Bowlus (1995), pp. 195-196.
59. ↑  Kantor (1983), p. 121.
60. 1 2  Vlasto (1970), p. 73.
61. ↑  Bowlus (1995), p. 191.
62. ↑  Bowlus (1995), pp. 191-192.
63. 1 2  Vlasto (1970), p. 74.
64. 1 2 3  Kirschbaum (2005), p. 29.
65. ↑  Bowlus (1995), p. 337.
66. ↑  Bowlus (1995), pp. 208-209.
67. 1 2 3 4 5 6  MacLean (2003), p. 138.
68. 1 2  Bowlus (1995), p. 209.
69. ↑  Bowlus (1995), pp. 209-211.
70. ↑  Bowlus (1995), pp. 211, 215.
71. ↑  Bowlus (1995), p. 211.
72. ↑  Bowlus (1995), pp. 214, 334.
73. ↑  Bowlus (1995), pp. 237-238.
74. ↑  Bowlus (1995), p. 188.
75. ↑  Bowlus (1995), p. 214.
76. ↑  Annali di Fulda, p. 110.
77. ↑  Bowlus (1995), p. 215.
78. ↑  Fine (1991), p. 127.
79. ↑  Spiesz e Čaplovič (2006), p. 24.
80. ↑  (EN) Vasil Gluchman, Ethics and politics of Great Moravia of the 9th century, in Ethics & Bioethics (in Central Europe), vol. 8, n. 1-2, Sciendo, 2018,  p. 22, DOI:10.2478/ebce-2018-0007.
81. ↑  Bowlus (1995), p. 190.
82. ↑  Bowlus (1995), p. 217.
83. ↑  Bowlus (1995), p. 220.
84. ↑  Bowlus (1995), pp. 220-221.
85. ↑  Bowlus (1995), p. 222.
86. ↑  MacLean (2009), p. 207.
87. ↑  Bowlus (1995), p. 223.
88. ↑  Bowlus (1995), pp. 225-227.
89. ↑  Bowlus (1995), p. 233.
90. ↑  Antapodosis, p. 39.
91. ↑  Bowlus (1995), p. 239.
92. 1 2  Bowlus (1995), pp. 239-240.
93. 1 2 3 4  Kontler (1999), p. 42.
94. ↑  Annali di Fulda, p. 129.
95. ↑  Kirschbaum (2005), pp. 29, 39.
96. 1 2  Kirschbaum (2005), p. 33.
97. ↑  Bartl et al. (2002), p. 23.
98. ↑  De administrando imperio, p. 181.
99. ↑  Chronica Picta, cap. 28, p. 99.
100. ↑  Grzesik (2016), pp. 28-29.
101. ↑  Kirschbaum (2005), p. 82.
102. ↑  Bartl et al. (2002), pp. 261-262.
103. ↑  Bartl et al. (2002), p. 261.
104. 1 2  Kirschbaum (2005), p. 93.
105. ↑  Kirschbaum (2007), pp. 115-116.
106. ↑  Kirschbaum (2007), p. 143.

### Fonti primarie
- (EN) Costantino Porfirogenito, De administrando imperio, a cura di Gyula Moravcsik, traduzione di Romillyi J. H. Jenkins, Dumbarton Oaks Center for Byzantine Studies, 1967, ISBN 978-0-88402-021-9.
- Liutprando da Cremona, Antapodosis, a cura di Paolo Chiesa, Fondazione Lorenzo Valla/Mondadori, 2015, ISBN 978-88-04-52190-7.
- Simone di Kéza, Gesta Hunnorum et Hungarorum, traduzione di László Veszprémy e Frank Schaer, CEU Press, 1999, ISBN 963-9116-31-9.
- (LA) Annali di Fulda, su dmgh.de. URL consultato il 17 settembre 2021.
- (LA) Georg Waitz e Georg Heinrich Pertz, Gli Annali di San Bertino, impensis bibliopolii Hahniani, 1883.
- (CS) Lubomír E. Havlík, Kronika o Velké Moravě [Cronaca della Grande Moravia], Jota, 2013, ISBN 978-80-85617-04-7.
- (LA) Regino di Prüm, Chronicon cum continuatione Treverenst, 1978.
- Marco di Kalt, Chronica Picta, a cura di Dezső Dercsényi, Corvina, Taplinger Publishing, 1970, ISBN 978-08-00-84015-0.

### Fonti secondarie
- (EN) Paul M. Barford, The Early Slavs: Culture and Society in Early Medieval Eastern Europe, Itaca, Cornell University Press, 2001, ISBN 978-0-8014-3977-3.
- (EN) Július Bartl, Dušan Škvarna, Viliam Čičaj e Mária Kohútova, Slovak History: Chronology & Lexicon, Wauconda, Bolchazy-Carducci Publishers, 2002, ISBN 978-0-86516-444-4.
- (EN) Charles R. Bowlus, Franks, Moravians, and Magyars: The Struggle for the Middle Danube, 788-907, Philadelphia, University of Pennsylvania Press, 1995, ISBN 978-0-8122-3276-9.
- (EN) Florin Curta, Southeastern Europe in the Middle Ages, 500-1250, Cambridge, Cambridge University Press, 2006, ISBN 978-0-511-81563-8.
- (EN) John Van Antwerp Jr. Fine, The Early Medieval Balkans: A Critical Survey from the Sixth to the Late Twelfth Century, Ann Arbor, University of Michigan Press, 1991, ISBN 978-0-472-08149-3.
- (EN) Ryszard Grzesik, Blasi and Pastores Romanorum in the Gesta Hungarorum by an Anonymous Notary, in Res Historica, vol. 41, n. 11, 2016,  pp. 28-29, DOI:10.17951/rh.2016.0.25, ISSN 2082-6060 (WC · ACNP).
- (EN) Eric J. Goldberg, Struggle for Empire: Kingship and Conflict under Louis the German, 817-876, Ithaca, Cornell University Press, 2006, ISBN 978-08-01-43890-5.
- (CS) Lubomír E. Havlík, Svatopluk Veliký, král Moravanů a Slovanů [Svatopluk il Grande, re dei Moravi e degli Slavi], Jota, 1994, ISBN 978-80-85617-19-1.
- (EN) Marvin Kantor, Medieval Slavic Lives of Saints and Princes, Ann Arbor, The University of Michigan Press, 1983, ISBN 978-09-30-04244-8.
- (EN) Stanislav J. Kirschbaum, A History of Slovakia: The Struggle for Survival, 2ª ed., Basingstoke, Macmillan, 2005, ISBN 978-03-33-62079-3.
- (EN) Stanislav J. Kirschbaum, Historical Dictionary of Slovakia, Scarecrow Press, 2007, ISBN 978-0-8108-5535-9.
- (EN) László Kontler, Millennium in Central Europe: A History of Hungary, Atlantisz Publishing House, 1999, ISBN 963-9165-37-9.
- (EN) Simon MacLean, Kingship and Politics in the Late Ninth Century: Charles the Fat and the End of the Carolingian Empire, Cambridge University Press, 2003.
- (EN) Simon MacLean, History and Politics in Late Carolingian and Ottonian Europe: The Chronicle of Regino of Prüm and Adalbert of Magdeburg, Manchester e New York, Manchester University Press, 2009, ISBN 978-07-19-07134-8.
- (EN) Timothy Reuter, Germany in the Early Middle Ages c. 800–1056, Londra e New York, Routledge, 2014, ISBN 978-13-17-87239-9.
- (EN) Anton Spiesz e Dusan Čaplovič, Illustrated Slovak History: A Struggle for Sovereignty in Central Europe, Bolchazy-Carducci Publishers, 2006, ISBN 978-0-86516-426-0.
- (EN) Alexis P. Vlasto, The Entry of the Slavs into Christendom: An Introduction to the Medieval History of the Slavs, Cambridge, Cambridge University Press, ISBN 978-05-21-07459-9.